# Piovera
Piòvera là một đô thị ở tỉnh Alessandria trong vùng Piedmont của Italia, có vị trí cách khoảng 80 km về phía đông của Torino và khoảng 11 km về phía đông bắc của Alessandria.
Piovera giáp các đô thị: Alessandria, Alluvioni Cambiò, Montecastello, Rivarone, và Sale.